# Последние танки в Париже
«Последние танки в Париже» (П. Т. В. П.) — панк-гурт із Виборга, Ленінградська область, Росія. Колектив був заснований у 1996 році Едуардом Старковим і Олексієм Ніконовим, частіше згадуваним як «Льоха Ніконов». Гурт грає у своєму власному стилі, який дістав назву «спагеті-панк».

## Біографія гурту
Гурт утворився у Виборзі — місті на кордоні Фінляндії і Росії. Дебютний промо-альбом, записаний у 1996 році, отримав ім'я «Olkaa Hyva».
До запису першого великого альбому «Девственность» ПТВП приступають у 1998 році, втративши гітариста Бенихаева, який «підсів на наркотики» — замість нього під час запису на гітарі грав сам Ніконов.
Наступного року вже з новим гітаристом ПТВП пишуть диск «ПОРНОмания», який виходить на спліт-касеті з групою «Марна Юність», а в 2001 на студії Андрія Тропілло пишеться альбом «ГексАген».
У 2003 році група виступає на рок-фестивалі «Окна открой — 2003». Наприкінці того ж року ПТВП приступає до запису нового студійного альбому з робочою назвою «Буря В Склянці Трави». Приходить новий гітарист — Дмитро Чирков.
Новий альбом виходить 11 листопада 2004 року під назвою «2084». У наступному році на церемонії вручення премій музичного журналу «FUZZ» альбом отримує приз «Альбом Року».
У січні 2005 ПТВП обмеженим тиражем випускають концертний альбом «2085», а влітку їдуть у Францію, де дають кілька концертів у Парижі.
У квітні 2006 альбом «2085» виходить на лейблі «Капкан Records».
У лютому 2007 року виходить перший в історії групи DVD «Права человека», вихід якого довгий час відкладався з технічних причин і через хворобу Ніконова. Це живий виступ групи, знятий 2 травня 2006 року в пітерському клубі «Орландина».
У 2007 вийшов альбом «Свобода слова».
У 2008 вийшов альбом «Зеркало», який був записаний за одну ніч.
У 2009 вийшов EP «Репортаж с петлей на шее».
У 2010 вийшов альбом «Порядок вещей».

## Склад гурту

### На даний момент
- Олексій Ніконов — вокал
- Антон «Бендер» Докучаєв — гітара
- Єгор Недвига — бас-гітара, бек-вокал
- Денис Кривцов — ударні

### Колишні учасники
- Микола Бенихаєв — гітара
- Григорій Ухов — бас-гітара
- Едуард «Редт» Старков — ударні
- Сергій «Вельмита» Вельмискін — ударні
- Максим Кисельов — гітара, бек-вокал
- Дмитро Чирков — гітара

## Дискографія

### Студійні альбоми
- 1998 — «Девственность»
- 1999 — «Порномания»
- 2001 — «Гексаген»
- 2004 — «2084»
- 2007 — «Свобода слова»
- 2008 — «Зеркало»
- 2010 — «Порядок вещей»
- 2012 — «Ультиматум»
- 2014 — «Ключи от всех дверей»
- 2016 — «Реакция»

### Концертні альбоми
- 1998 — «Кіровський / Дачний / Ласкавий Муй Акустика/Кіровський» (також «Дачна» і «Ласковый Муй», акустика)
- 2002 — «Девствительность»
- 2002 — «Може бути Гірше» (концерт у клубі «Молоко», 10.07.2002)
- 2003 — «Кров і Сперма» (концерт у клубі «Орландина»)
- 2004 — «2085 (альбом)/2085» (концерт у «Red Club», 11.11.2004)
- 2006 — «Зелені поїзда» (Леха Ніконов, акустика у Вологді, 20.05.2006)

### Сингли і EP
- 1996 — «Olkaa Hyuve (Сингл)/Olkaa Hyuve» (сингл)
- 1996 — «Собаки в очах (Сингл)/Собаки в очах» (сингл)
- 2004 — «Євростандарт» (сингл)
- 2007 — «Звичайний день (Media EP)»
- 2009 — «Репортаж з петлею на шиї» EP

### DVD
- 2007 — «Права людини» (живий виступ у клубі «Орландина», 02.05.2006)

### Інше
- 2001 — «Враньемиксы» (альбом реміксів)
- 2005 — «Свобода слова (демо)/Свобода слова» (Demo)
- 2006 — «Техніка Швидкого Запису» (Леха Ніконов, вірші)
- 2010 — «Галюцинації (збірка)/Галюцинації» (Леха Ніконов, вірші)

### Участь у трибьютах
- 2004 — «Небо, Земля. Частина 2: Земля», триб'ют Борису Гребенщикову, пісня «„Час Місяця“»
- 2005 — «Живой Маяковский», пісня «„Вам!“»
- 2005 — «Уездный город N 20 Років опісля», триб'ют Майку Науменко, пісня «„Гопники“»
- 2005 — триб'ют групі «Солом'яні Єноти», пісня «„Нацистське Гасло“»
- 2006 — триб'ют групі «Химера», пісня «„Графин“» "«Сіду Вишезу»"
- 2009 — триб'ют групі «Joy Division», пісня «„Transmission“»

### Участь у збірниках
- 2003 — «Вікна Відкрий!!!», композиція «„Постмодернізм“»
- 2004 — «Полювання 9», пісня «„Вінстон“»
- 2004 — «Антропологія 2», пісня «„Революція“»
- 2006 — «Вбити голос», композиція «„Show must go on (feat. Олексій Ніконов, Дмитро Порубов, Саліма)“»